# Allophyes variegata
Allophyes variegata là một loài bướm đêm trong họ Noctuidae.